# Cordenons
Cordenons là một đô thị ở tỉnh Pordenone trong vùng Friuli-Venezia Giulia, có cự ly khoảng 90 km về phía tây bắc của Trieste và khoảng 4 km về phía đông bắc của Pordenone. Tại thời điểm ngày 31 tháng 12 năm 2004, đô thị này có dân số 17.738 người và diện tích là 56,8 km².
Đô thị Cordenons có các frazioni (các đơn vị cấp dưới, chủ yếu là các làng) Nogaredo, Pasch, Romans, Sclavons, và Villa d'Arco.
Cordenons giáp các đô thị: Pordenone, San Giorgio della Richinvelda, San Quirino, Vivaro, Zoppola.